# Шетарова
Шетарова (словен. Šetarova) — поселення в общині Ленарт, Подравський регіон‎, Словенія.